# غرميدار (كاهشنغ)
غرميدار (بالفارسية: گرمیدر) هي مستوطنة تقع في إيران في قسم كاهشنغ الريفي. يقدر عدد سكانها بـ 39 نسمة .